# Офер, Идан
Идан Офер (ивр. עידן עופר‎; род. 2 октября 1955, Хайфа) — израильский бизнесмен-миллиардер и филантроп, интересовавшийся судоходством, энергетикой, горнодобывающей промышленностью и спортом. Он является основателем компании Eastern Pacific Shipping и руководителем холдинговой компании Quantum Pacific Group. Идан Офер является держателем контрольного пакета акций Израильской корпорации, акции которой котируются на Тель-Авивской фондовой бирже, а также компании Kenon Holdings, акции которой котируются на Тель-Авивской и Нью-Йоркской фондовых биржах. Он также является владельцем израильской холдинговой компании Lynav Holdings и голландской Ansonia Holdings.
Идан Офер владеет 33 % акций испанского футбольного клуба «Атлетико Мадрид» из ассоциации Ла Лиги и 85 % акций португальского футбольного клуба ассоциации «Примейра Лига» ФК «Фамаликан».
По состоянию на август 2023 года его собственный капитал оценивался в 13,5 миллиардов долларов США.

## Биография

### Ранний период жизни
Идан Офер — сын израильского миллиардера Самми Офера (первоначально Шмуэля Херсковича) и Авивы Офер. Его отец был израильским судоходным магнатом, иммигрировавшим в Израиль из Румынии. Его старший брат — израильский бизнесмен Эяль Офер.
Идан Офер вырос в Хайфе, Израиль, в семье евреев-ашкенази (румынско-еврейского происхождения). Он был зачислен на обязательную военную службу в ВМС Израиля в должности заместителя командира патрульного катера. Идан Офер окончил Хайфский университет со степенью бакалавра наук в области экономики и судоходства. Затем он получил степень магистра делового администрирования в Лондонской школе бизнеса в 1980-х годах. Идан Офер был женат четыре раза. Его четвёртая жена — Батия Офер, занимается сбором средств на благотворительность. У него пятеро детей. До 2013 года они проживали в Арсуфе, Израиль (недалеко от Тель-Авива). Его дочь Ли Офер проживает в Нью-Йорке; остальные его дети проживают в Лондоне.

### Деловая карьера
Идан Оферн начал свою карьеру с расширения семейного судоходного бизнеса в Гонконге в 1980-х годах. Затем он работал в Сингапуре и США. В 1987 году он основал компанию Eastern Pacific Shipping.
Идан Офер является руководителем Quantum Pacific Group, холдинговой корпорации со штаб-квартирой на Гернси, и Израильской корпорации, одного из крупнейших публичных холдингов, акции которых котируются на Тель-Авивской фондовой бирже. Он занимал пост председателя Израильской корпорации с 1999 по 2010 год и был членом её совета директоров с 1999 по 2013 год. Идан Офер входил в состав консультативных советов компаний Synergy Ventures и Aspect Enterprise Solutions. Он был инвестором Better Place, компании по производству электромобилей, которая обанкротилась в мае 2013 года.
В 2014 году он основал Kenon Holdings как дочернюю компанию Израильской корпорации. Эта холдинговая компания, в первую очередь ориентированная на рост бизнеса в автомобильной и энергетической отраслях. Она унаследовала некоторые инвестиции, ранее принадлежавшие Израильской корпорации, такие как Qoros, совместный проект, созданный в партнерстве с Chery Automobile, который производит автомобили, ориентированные на «молодой, ориентированный на международный рынок» рынок Китая. Другие инвестиции включают Zim Integrated Shipping Services и IC Power. В его состав также входит Inkia Energy, перуанская энергетическая компания и дочерняя компания IC Power .
Идан Офер входит в консультативный совет Совета по международным отношениям и Совет декана Школы государственного управления Джона Ф. Кеннеди Гарвардского университета. Вместе с Ричардом Брэнсоном и другими он является соучредителем Carbon War Room, аналитического центра по вопросам изменения климата, базирующегося в Вашингтоне, округ Колумбия. По данным The Financial Times, он «тель-авивский либерал по образцу старой израильской Лейбористской партии».
После смерти отца в 2011 году Идан Офер унаследовал половину его состояния и коллекцию современного искусства. В результате к 2013 году он стал самым богатым человеком в Израиле. По данным Forbes, состояние Офера составляет 13,5 миллиардов долларов.
В марте 2022 года компания Israel Corp, контролируемая Иданом Офером, продала 20,17 миллиона акций по цене 10,90 доллара за акцию на общую сумму 220 миллионов долларов.
К февралю 2023 года Израильская корпорация продала все свои акции нефтеперерабатывающих заводов Дэвиду Федерманну в рамках усилий компании по сокращению выбросов углекислого газа. Между тем, Израильская корпорация сохраняет инвестиции в Israel Chemicals.
В 2018 году Офер приобрел через Quantum Pacific Group 51 % акций португальского футбольного клуба второй лиги «Фамаликан», которую впоследствии увеличил до 85 % в 2019 году. В 2019 году Фамаликан был переведен в высшую футбольную лигу Португалии — Primeira Liga. Офер также владеет 33 % акций испанского футбольного клуба Ла Лиги «Атлетико Мадрид».

## Филантропия
В 2013 году Офер пожертвовал 25 миллионов фунтов стерлингов своей альма-матер, Лондонской школе бизнеса, через Фонд Идана и Батии Офер . В результате благотворительного подарка, крупнейшего частного пожертвования, которое когда-либо получала школа, LBS построил Центр Сэмми Офера в 2017 году в честь его отца.
В 2017 году Идан Офер и его жена Батия Офер сделали благотворительный взнос в Еврейский музей Лондона.
В 2021 году Идан и Батиа также открыли в Сингапуре фонд морских стипендий с целью присуждать до 10 стипендий на полный срок в год в морской отрасли.
Через свой фонд Офер в 2021 году пожертвовал 15 миллионов долларов Израильской национальной библиотеке.
Идан Офер пожертвовал 20 миллионов долларов для Гарвардского университета. В октябре 2023 года после того как Гарвардский университет побоялся подержать Израиль против террористической организации ХАМАС Идан Офер заявил, что прекратит финансирование данного университета и вместе с супругой выйдет из состава правления Гарвардской школы государственного управления имени Кеннеди.